# Goniosoma
Goniosoma es un género de arácnido  del orden Opiliones de la familia Gonyleptidae.

## Especies
Las especies de este género son:
- Goniosoma albiscriptum
- Goniosoma badium
- Goniosoma calcar
- Goniosoma calcariferum
- Goniosoma catarina
- Goniosoma dentipes
- Goniosoma ensifer
- Goniosoma geniculatum
- Goniosoma lepidum
- Goniosoma modestum
- Goniosoma monacanthum
- Goniosoma obscurum
- Goniosoma patruele
- Goniosoma roridum
- Goniosoma spelaeum
- Goniosoma tetrasetae
- Goniosoma tijuca
- Goniosoma varium
- Goniosoma vatrax
- Goniosoma venustum
- Goniosoma versicolor
- Goniosoma xanthophthalmum